# يوسف أنيس أبي عاد
يوسف أنيس أبي عاد (12 يناير 1940، دفون - 6 مايو 2017، بيروت) هو رئيس أساقفة حلب للكنيسة المارونية منذ 1997 إلى تقاعده في 2013.

## حياته
ولد أنيس بن جرجس أبي عاد في 12 يناير 1940 في قرية دفون في لبنان. توفيت أمه أليس بشارة وهو صغير وتزوج أبوه خالته أنطوانيت. كان له أربعة إخوة: شقيق وثلاث شقيقات. توفي أخوه بيار وتأثر أنيس بذلك كثيرًا.
درس في الإكليريكية البطريركية في غزير وتخرج من كلية القديس يوسف للآباء اليسوعيين بعد أن درس اللاهوت والفلسفة. واجتاز الدبلوم في تعليم الكتاب المقدس في معهد برادو في فرنسا ورسم كاهنًا في 18 يونيو 1966 في نفس المعهد. وفي 7 يونيو 1997 صدر أمر تعيينه رئيسًا لأسقفية حلب المارونية وكرسه البطريرك نصر الله بطرس صفير في 1 نوفمبر من نفس السنة في بازيليكا سيدة لبنان في حريصا. وشارك في تكريسه البطريرك بشارة بطرس الراعي ورئيس أساقفة بيروت بولس يوسف مطر.
اُكتشف إبان توليه الأسقفية مدفن القديس مارون في قرية براد وأعلنت أبرشية حلب المارونية في 30 يونيو 2004 قرية براد محجًا للكنيسة المارونية. وفي 2008 أشرف النائب البرلماني آنذاك ميشال عون على حملة تبرعات لإعادة بناء دير القديس مارون في براد أطلقت من خلال قناته أو تي في وقدم لرئيس الأساقفة تقريرًا بالتبرعات التي قدمها المواطنون. وفي 2010 نشر رئيس الأساقفة كتابًا باسم (مار مارون أضواء على حياته ومنسكه ودفنه).
شارك يوسف أنيس أبي عاد في تكريس أسقفين هما:
1. أسقف اللاذقية إلياس خوري سليمان في 2012[4]
2. رئيس أساقفة حلب يوسف طوبجي في 2015[5]

بقي رئيسًا لأساقفة حلب إلى أن تقاعد بعد تراجع شديد في صحته أفقده أحيانًا القدرة على النطق أو تذكر الكلمات في 11 نوفمبر 2013. واحتفل بمرور خمسين عامًا على كهنوته في 2 مايو 2016 في كنيسة سيدة البير.

توفي في 6 مايو 2017 في بيروت بعد أن شعر بألم شديد في ظهره حيث أقيمت له جنازة رسمية في كنيسة مار يوسف حضرها رئيس أساقفة بيروت بولس يوسف مطر ورئيس أساقفة حلب يوسف طوبجي وأرسل الرئيس اللبناني ميشال عون وزير الدولة لشؤون الرئاسة الجمهورية بيار رفول نيابة عنه. وأرسل البابا فرنسيس رسالة تعزية تلاها السفير البابوي ودفن في مقابر العائلة في دفون. وبعد عام من وفاته سُمي المركز الرعوي في كنيسة سيدة البير باسمه.